# Ануар Садат
Мохамед Ануар Садат (на арабски: محمد أنور السادات) е египетски политик, президент на Египет от 1970 до убийството му през 1981 г. Бивш офицер, маршал.
През 1978 г. получава Нобелова награда за мир, заедно с израелския лидер Менахем Бегин, заради сключеното между тях Кемпдейвидско споразумение, първият мирен договор между Израел и арабска страна.

## Биография
Садат е роден през 1918 г. в бедно семейство с 13 деца в Мит Абу Кум, село в делтата на Нил. Баща му е египтянин, а майка му е от Судан. През 1938 г. завършва Кралската военна академия в Кайро, след което е изпратен на служба в Судан. Там се запознава с Гамал Абдел Насър и, заедно с други младши офицери, е сред основателите на Движение на свободните офицери, поставящо си за цел премахването на корумпираното монархическо управление и освобождаването на Египет от британското влияние.
По време на Втората световна война Садат е изпратен в затвора от британците, заради опитите му да получи помощ от Оста за прогонването на британските части от страната. Заедно с останалите участници в Движението на свободните офицери той участва в преврата от 1952 г., довел до свалянето на крал Фарук I, като неговата задача е да завземе радиостанциите и да обяви новината за преврата.
През 1954 г. Ануар Садат е назначен за държавен министър, от 1960 до 1968 г. е председател на Народното събрание, а през 1964 – 1966 и 1969 – 1970 г. е вицепрезидент. През този период той е сред най-лоялните поддръжници на президента Насър.
След смъртта на Насър през 1970 г. Ануар Садат става президент, първоначално като компромисна фигура за различните групи в управляващия Арабски социалистически съюз. В началото на 1971 г. той обявява Поправителна революция и прочиства от управлението повечето лидери от времето на Насър, като си осигурява пълен контрол над властта.
Стремейки се да засили позициите си в преговорите за евентуален мирен договор с Израел, Садат изгонва от страната намиращите се там няколко хиляди съветски военни съветници и се опитва да реорганизира армията, която се намира в криза след поражението в Шестдневната война. През 1973 г., съвместно със сирийския лидер Хафез Асад, Ануар Садат започва Войната от Йом Кипур. Въпреки първоначалните успехи на съюзниците, Израел постига обрат и две седмици след началото на войната войските на генерал Ариел Шарон пресичат Суецкия канал и обкръжават египетската Трета армия. След споразумение между Съединените щати и Съветския съюз Съветът за сигурност на Организацията на обединените нации приема резолюция за незабавно спиране на огъня.
На 19 ноември 1977 г. Ануар Садат става първият арабски лидер, направил официално посещение в Израел. Той се среща с министър-председателя Менахем Бегин и говори пред Кнесета в Йерусалим. През 1978 г., с посредничеството на американския президент Джими Картър, е сключено Кемпдейвидското споразумение, за което Садат и Бегин получават Нобелова награда за мир.
Споразумението предизвиква отрицателни реакции в арабския свят, където то се разглежда като предателство на каузата за унищожаване на Израел от страна на най-голямата арабска държава. През 1979 г. Египет е отстранен от Арабската лига, която премества седалището си от Кайро в Тунис, като страната е отново приета в организацията едва през 1989 г.
Последните години от управлението на Ануар Садат са свързани със засилваща се опозиция, най-вече от страна на ислямистки групи, и опити на режима да се задържи на власт със силови мерки. През 1977 г. правителството прави опит да либерализира пазара на храни, но след бунтове в големите градове отменя тази мярка. През септември 1981 са арестувани около 1600 души от различни кръгове – комунисти, насъристи, феминистки, ислямисти, хомосексуални, коптски духовници, университетски професори и други.
Месец по-късно, на 6 октомври 1981 г., Ануар Садат е застрелян, докато приема военен парад в Кайро. Убийството е организирано от военни, членуващи в организацията Египетски ислямски джихад.
През 1984 г. американският президент Роналд Рейгън награждава посмъртно Садат с най-високото държавно отличие „Орден на мира“ Presidential medal of freedom.